# دوار الغفافرة (احداوة)
دوار الغفافرة هو دُوَّار يقع بجماعة مولاي بوشتى، إقليم تاونات، جهة فاس مكناس في المملكة المغربية. ينتمي الدوّار لمشيخة احداوة التي تضم 13 دوار. يقدر عدد سكانه بـ 196 نسمة حسب الإحصاء الرسمي للسكان والسكنى لسنة 2004.

## روابط خارجية
- البوابة الوطنية للجماعات الترابية نسخة محفوظة 12 مارس 2018 على موقع واي باك مشين.
- المندوبية السامية للتخطيط